# Extra Gear
Top Gear: Extra Gear, conosciuto come Extra Gear, è il backstage di Top Gear che va in onda su BBC2 dopo Top Gear; in Italia viene pubblicato su Netflix. Extra Gear è presentato da Rory Reid e Chris Harris, il programma è attualmente alla terza stagione ed è stato introdotto dopo l'abbandono della vecchia guardia di Top Gear nel 2016.

## Episodi

### Stagione 1 (2016)
| N° totale | N° stagione | Automobili recensite                                                     | Ospite/i                                                            | Prima TV originale |
| --------- | ----------- | ------------------------------------------------------------------------ | ------------------------------------------------------------------- | ------------------ |
| 1         | 1           | Ariel Nomad • Mini Cooper • Porsche GT3R                                 | Chris Evans • Sabine Schmitz • Chris Ramsey                         | 29 maggio 2016     |
| 2         | 2           | McLaren F1 • Volvo XC90 T8 • Glickenhaus P45C Competizione               | Chris Evans • Stephen K. Amos • Eddie Jordan                        | 5 giugno 2016      |
| 3         | 3           | Audi R8 • Ferrari F12 TDF • Ford Focus RS • Mercedes AMG GTS • Hoonicorn | Sabine Schmitz • Zoe Lyons • Chris Evans • Matt LeBlanc • Ken Block | 12 giugno 2016     |
| 4         | 4           | Tesla Model X • Aston Martin V12 Vantage S                               | Eddie Jordan • Elis James • John Robins                             | 19 giugno 2016     |
| 5         | 5           | Rolls-Royce Dawn • Porsche 911 GT3 RS • Jaguar E-type                    | David Coulthard • Daniel Ricciardo • Norman Dewis • Chris Evans     | 26 giugno 2016     |
| 6         | 6           | BMW i8                                                                   | Sabine Schmitz • Matt LeBlanc                                       | 3 luglio 2016      |

### Stagione 2 (2017)
| N° totale | N° stagione | Automobili recensite                               | Ospite/i                                                                | Prima TV originale |
| --------- | ----------- | -------------------------------------------------- | ----------------------------------------------------------------------- | ------------------ |
| 7         | 1           | Ferrari FXX-K • Volvo V60 Polestar                 | Frankie Dettori • Shazia Mirza • Max Whitlock • Jon Culshaw • Ore Oduba | 5 marzo 2017       |
| 8         | 2           | Alfa Giulia • BMW M3 Competition Package           | David Tennant                                                           | 12 marzo 2017      |
| 9         | 3           | Aston Martin DB11 • Ford Fiesta • Toyota GT-86     | Sabine Schmitz, Tamsin Greig                                            | 19 marzo 2017      |
| 10        | 4           | Renault Twingo GT • Bentley Mulsanne Speed         | Sabine Schmitz, Tinie Tempah                                            | 26 marzo 2017      |
| 11        | 5           | Ford GT • Hammer Kings                             | Sabine Schmitz, Eddie Jordan, Chris Hoy                                 | 2 aprile 2017      |
| 12        | 6           | Mercedes-AMG GT R • Nissan GT-R Nismo              | Ross Noble                                                              | 16 aprile 2017     |
| 13        | 7           | Porsche 718 Cayman S • Avtoros Shaman • Audi TT RS | Jay Kay                                                                 | 23 aprile 2017     |

### Stagione 3 (2018)
| N° totale | N° stagione | Automobili recensite                                              | Ospite/i                                        | Prima TV originale |
| --------- | ----------- | ----------------------------------------------------------------- | ----------------------------------------------- | ------------------ |
| 14        | 1           | Mk1 GT40 • Vauxhall VXR8 GTS R                                    | John Hennessey • Sabine Schmitz • Jackie Oliver | 25 febbraio 2018   |
| 15        | 2           | McLaren 720S • McLaren 570S Spider                                | Marino Franchitti • Rob Bell                    | 4 marzo 2018       |
| 16        | 3           | Nissan Fairlady Z432 • Nissan 370Z NISMO                          | Jann Mardenborough • Matt Richardson            | 11 marzo 2018      |
| 17        | 4           | Kia Stinger • Hyundai i30 • Citroen 2CV                           | Colin Turkington • Brennan Reece                | 18 marzo 2018      |
| 18        | 5           | Lamborghini Countach • Chevrolet Camaro ZL1 1LE • Porsche 911 GT3 | Alex Kersten • Mark Wynne                       | 25 marzo 2018      |
| 19        | 6           | Division 1 Superkart                                              | Craig Breen • Enaam Ahmed                       | 1º aprile 2018     |

### Stagione 4 (2019)
| N° totale | N° stagione | Automobili recensite                                     | Ospite/i                                             | Prima TV originale |
| --------- | ----------- | -------------------------------------------------------- | ---------------------------------------------------- | ------------------ |
| 20        | 1           | Suzuki Ignis • Porsche Panamera Turbo S Sport Turismo    | Jonny Smith • Duncan Barbour                         | 17 febbraio 2019   |
| 21        | 2           | Ford Focus RS • Mercedes-Benz E63 AMG S • Jaguar XJR 575 | Paul Wallace • Henry Catchpole • Paul "Smokey" Smith | 24 febbraio 2019   |
| 22        | 3           | Bentley Continental GT                                   | David Brabham • David Lapworth • Akira Nakai         | 3 marzo 2019       |
| 23        | 4           | Team BRIT Fun Cup Beetle                                 | Bruno Senna • Al Locke • Ash Hall                    | 10 marzo 2019      |
| 24        | 5           | Lamborghini Aventador S • Audi R8 V10 RWS                | Kevin Eriksson • Vicky Parrott                       | 17 marzo 2019      |